# Кальхана
Кальхана (сер. XII ст. ) — кашмірський історик, автор віршованого історичного твору «Потік царів» («Раджа-тарангіні»).

## Творчість
Про його життя нічого невідомо. Єдиниою знаною є поема «Раджа-тарангіні», що була складена у 1149–1150 роках. Написана санскритом. Це віршована хроніка царських династій Кашміру від легендарних часів до сучасної автору епохи. Виклад подій давньої історії носить у Кальхани фантастичний характер, але останні глави поеми дають яскраву картину політичного і суспільного життя Кашміру з IX до XII ст.
З великою виразністю Кальхана малює бурхливу епоху кашмірської історії, інтриги і криваві міжусобиці, що роздирали країну, критикує вади кашмірських феодалів.

## Значення
У санскритської літературі пізнього Середньовіччя поема Кальхани відзначається художніми перевагами і великою кількістю цінного історичного матеріалу.